# Girac
Girac é uma comuna francesa na região administrativa de Occitânia, no departamento de Lot. Estende-se por uma área de 4,40 km². Em 2010 a comuna tinha 378 habitantes (densidade: 85,9 hab./km²).